# Friedrich Pfeffer von Salomon
Friedrich Ludwig Ferdinand Felix Pfeffer von Salomon, genannt Fritz (* 19. Mai 1892 in Charlottenburg; † 29. Oktober 1961 in Straelen), war ein deutscher Polizeipräsident, Leiter der Gestapo Kassel, SA-Führer und Regierungspräsident in Wiesbaden.

## Herkunft
Seine Eltern waren der preußische Geheime Regierungsrat Max Pfeffer von Salomon (1854–1918) und dessen Ehefrau Anna, geborene von Clavé-Bouhaben (1862–1919), eine Tochter des preußischen Appellationsgerichtsrats und Gutsbesitzers in Königswinter Franz von Clavé-Bouhaben und dessen Ehefrau Maria Coninx. Er war der jüngere Bruder von Franz Pfeffer von Salomon.

## Leben
Seine Schulzeit absolvierte er an einem humanistischen Gymnasium und schlug nach dem Ende seiner Schulzeit die Laufbahn eines Berufssoldaten ein. Ab 1912 diente er als Leutnant im Infanterie-Regiment „Herwarth von Bittenfeld“ (1. Westfälisches) Nr. 13 der Preußischen Armee in Münster und nahm von 1914 bis 1918 am Ersten Weltkrieg teil. Während des Krieges erlitt Pfeffer von Salomon mehrfach Verwundungen, wofür er das Verwundetenabzeichen in Silber erhielt. Außerdem wurde er mit beiden Klassen des Eisernen Kreuzes und dem Ritterkreuz des Königlichen Hausordens von Hohenzollern mit Schwertern ausgezeichnet und als Oberleutnant aus dem Militärdienst entlassen. Nach Kriegsende begann er 1919 an der Universität Münster ein Studium der Rechts- und Staatswissenschaften. Er orientierte sich beruflich um und absolvierte von 1920 bis 1923 in Geisenheim eine Ausbildung im Obst- und Gemüsebau. Nach seiner Ausbildung war er Gutsverwalter von Haus Busch in Hagen und ab 1926 eines großen Besitzes in Österreich. Seit dem 21. November 1921 war er mit Katharina Breuer verheiratet. Das Paar hatte die Töchter Waltraud  und Hillegunde Pfeffer von Salomon. Der  Sohn Wulfhelm ist 1942 gefallen, der jüngste Sohn Rainer, Dr. jur., starb 1956 an den Kriegsleiden.
Politisch betätigte sich Pfeffer von Salomon ab 1923 im Völkischen Block bei der Ortsgruppe Hagen. Zum 1. März 1928 trat er in die NSDAP ein (Mitgliedsnummer 77.889). Der SA gehörte er seit 1929 an und wurde gleichzeitig hauptamtlicher SA-Führer bei der Obersten SA-Führung (OSAF). Vom 1. Oktober 1929 bis 1931 war er in der Zeugmeisterei der SA eingesetzt und leitete später die Personalabteilung der OSAF. Danach war er im Rang eines SA-Gruppenführers bis 1933 als Stabsführer der Generalinspektion SA und SS in Kassel tätig. Salomon stieg in der SA 1938 bis zum Obergruppenführer auf. Er war Träger des Goldenen Parteiabzeichens der NSDAP.
Nach der Machtübernahme durch die Nationalsozialisten amtierte Pfeffer von Salomon ab April 1933 als Polizeipräsident von Kassel. Mitte Juli 1933 übernahm er in Personalunion auch die Leitung der Staatspolizeistelle Kassel; diese Funktionen hatte er bis Juli 1936 inne. Sein Vertreter in beiden Funktionen war Adolf Lindenborn, der faktisch die Leitung der Kasseler Gestapo übernahm. Aufgrund von Intrigen des Gauleiters Karl Weinrich wurde Pfeffer von Salomon von seinen Polizeiposten abgelöst und danach zum Regierungspräsidenten in Wiesbaden ernannt. Er wurde 1936 z. b. V.-Führer der SA-Gruppe Hessen und erhielt 1938 zusätzlich den Posten des Sonderbeauftragten des Reichsmarschalls Hermann Göring für den Bau des Westwalls.
Nach Beginn des Zweiten Weltkrieges leitete er die Zivilverwaltung beim Armeeoberkommando I. Ab Juni 1940 war er bei den Militärverwaltungen in Belgien und Frankreich eingesetzt und wurde im Juli 1940 Kreisverwaltungschef beim Militärbefehlshaber Frankreich in Paris. Anfang März 1941 kehrte er nach Wiesbaden auf seinen Posten als Regierungspräsident zurück. In dieser Funktion beteiligte er sich an Arisierungen sowie an Deportationen von Juden. Durch Gauleiter Jakob Sprenger wurde Pfeffer von Salomon aus dem Amt entlassen. Ab März 1943 befand sich Pfeffer von Salomon im Wartestand, ihm folgte im Juli 1943 Otto Schwebel im Amt nach. Danach war er von 1943 bis 1944 stellvertretender Führer der Gefolgschaft Berg- und Hütten AG Berlin.
Nach Kriegsende wurde Pfeffer von Salomon entnazifiziert und erhielt eine Pension. Er war Mitbegründer der Deutschen Partei (DP) in Hessen und gehörte in den 1950er Jahren deren Bezirks-Vorstand in Wiesbaden an. Für ein Mandat im Wiesbadener Stadtparlament kandidierte er 1952/1953 auf der Liste der DP erfolglos.